# Electronic Frontier Foundation
Electronic Frontier Foundation (EFF) međunarodna je neprofitna organizacija posvećena obrani digitalnih prava utemeljena u Sjedinjenim Američkim Državama.
Misija joj je:
- Sudjelovati i podupirati obrazovne aktivnosti koje povećavaju javno razumijevanje mogućnosti i izazova koje sa sobom donosi razvoj informatike i telekomunikacija
- Razviti kod kreatora politike bolje razumijevanje o pitanjima na kojima se temelji slobodna i otvorena telekomunikacija, te podupirati stvaranje zakonskih i strukturalnih okvira koji će olakšati asimilaciju tih novih tehnologija od strane društva.
- Podizati javnu svijest o pitanjima osobnih sloboda koja proizlaze iz brzog napredovanja na području novih računalnih komunikacija i medija
- Podrška parnicama u javnom interesu očuvanja, zaštite i proširenja prava u području računalne i telekomunikacijse tehnologije.
- Poticati i podržavati razvoj novih alata koji će obogatiti ne-tehničke korisnike s punim i jednostavnim pristupom računalnim telekomunikacijama.

EFF podupiru donatori i sjedište mu se nalazi u San Francisco, California, s osobljem u Washingtonu. Akreditirani su promatrači u Svjetskoj organizaciji za intelektualno vlasništvo i jedan od sudionika Global Network Initiative.